# 坂南インターチェンジ
坂南インターチェンジ（さかみなみインターチェンジ）は、広島県安芸郡坂町植田1丁目にある広島呉道路のインターチェンジである。
呉方面入口、広島方面出口のみのハーフICである｡天応西ICまたは天応TBで徴収するため、当ICには料金所はない。

## 接続道路
- 国道31号

## 歴史
- 1996年8月30日：広島呉道路全線開通に伴い呉方面入口、広島方面出口の機能を担うため設置。

## 周辺
- 中国シャーリング
- JR呉線

## 隣
E31 広島呉道路
(1-1)仁保JCT - 坂PA（広島方面のみ）/坂TB - (2-1)坂北IC（広島方面のみ） - (2-2)坂南IC -  (3-1)天応西IC（広島方面のみ）